# Marocchinate
Con il termine marocchinate vengono generalmente definiti tutti gli episodi di violenza sessuale e violenza fisica di massa, ai danni di migliaia di individui di tutte le età (ma soprattutto di donne) effettuati dai goumier marocchini inquadrati nel Corpo di spedizione francese in Italia (Corps expéditionnaire français en Italie - CEF) durante la campagna d'Italia della seconda guerra mondiale.
Questi episodi di violenza sfociavano a volte anche in esecuzioni coatte degli abitanti delle zone sottoposte a razzia e violenza, e raggiunsero l'apice durante i giorni immediatamente successivi all'operazione Diadem e lo sfondamento della linea Gustav da parte degli Alleati.

## I fatti

Soldati della seconda divisione franco-marocchina durante un ultimo briefing prima di dare il cambio alla 34ª divisione statunitense in prima linea vicino a Cassino

Il 14 maggio 1944 le unità del Corpo di spedizione francese in Italia, composto per il 60% da reparti di origine nordafricana, attraversando un terreno apparentemente insuperabile nei monti Aurunci, aggirarono le linee difensive tedesche nell'adiacente Valle del Liri, consentendo al XIII Corpo britannico di sfondare la linea Gustav e di avanzare fino alla successiva linea di difesa predisposta dalle truppe germaniche, la linea Adolf Hitler. In seguito a questa battaglia si verificarono i saccheggi dei paesi e le violenze sulla popolazione denominate appunto marocchinate.
A seguito delle violenze sessuali molte persone furono contagiate da sifilide, gonorrea e altre malattie a trasmissione sessuale, e solo l'uso della penicillina statunitense salvaguardò quelle zone da una vasta epidemia. Molte donne rimasero incinte e altrettante abortirono o ebbero aborti spontanei; benché non siano state fatte ricerche in merito, si ritiene che si verificarono diversi casi di suicidio tra le donne violentate, nonché molti casi di infanticidio della prole nata dallo stupro.
Per le migliaia di donne rimaste incinte, il solo orfanotrofio di Veroli, accoglieva dopo la guerra circa 400 bambini nati da quelle violenze sessuali.

## Le testimonianze

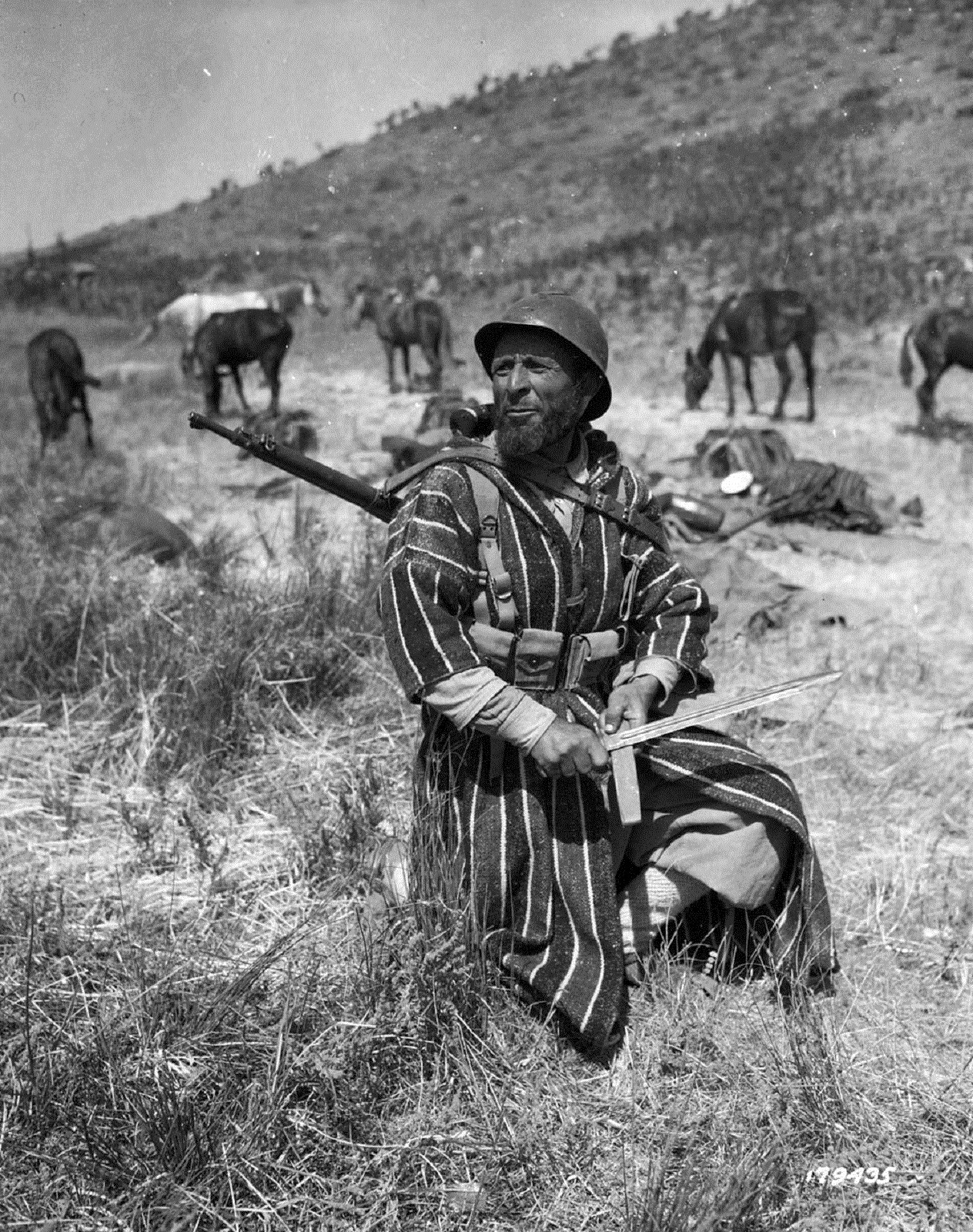
Goumier mentre affila la sua baionetta

Il sindaco di Esperia (comune in provincia di Frosinone) affermò che nella sua città 700 donne su un totale di 2.500 abitanti furono stuprate, e alcune di esse, in seguito a ciò, morirono. Con l'avanzare degli Alleati lungo la penisola, eventi di questo tipo si verificarono altrove, sia nel Lazio settentrionale che nella Toscana meridionale.
Lo scrittore Norman Lewis, all'epoca ufficiale britannico sul fronte di Montecassino, narrò gli eventi:
(Norman Lewis nel libro Napoli '44)
Diverse città laziali furono investite dalla furia dei goumier (truppe marocchine): si segnalano nella Provincia di Frosinone le cittadine di Esperia, Pontecorvo,  Vallecorsa, Castro dei Volsci, Vallemaio, Sant'Apollinare, Ausonia, Giuliano di Roma, Patrica, Ceccano, Supino, San Giorgio a Liri, Coreno Ausonio, Morolo e Sgurgola, mentre nella Provincia di Latina si segnalano le cittadine di Lenola, Campodimele, Spigno Saturnia, Formia, Itri, Terracina, San Felice Circeo, Roccagorga, Priverno, Maenza e Sezze, in cui numerose ragazze e bambine furono ripetutamente violentate, talvolta anche alla presenza dei genitori.
Numerosi uomini che tentarono di difendere le proprie congiunte furono uccisi o violentati a loro volta. Il parroco di Esperia don Alberto Terilli che cercò invano di salvare tre donne dalle violenze dei soldati, fu legato e sodomizzato tutta la notte, morendo due giorni dopo per le sevizie subite.
A Pico i soldati statunitensi del 351º reggimento fanteria (della 88ª divisione di fanteria, i cui membri erano soprannominati i "blue devils" per la loro ferocia in combattimento) giunsero mentre i goumier stavano compiendo le violenze, ma furono bloccati dal comandante francese del reparto, che disse loro che "erano qui per combattere i tedeschi e non i francesi".

In una relazione redatta il 28 maggio 1944 del capitano italiano Umberto Pittali viene detto che “ufficiali francesi lasciano ai marocchini una discreta libertà di azione” e “preferiscono ignorare” quanto accade. Secondo un testo 
Don Alfredo Salulini nel suo libro Le mie memorie del tempo di guerra (Casamari, Tipolitografia dell'Abbazia, 1992), racconto autobiografico, cita un episodio di una giovane ragazza di appena 16 anni tenuta prigioniera in un casolare di campagna all'inizio di Vallecorsa e costretta a subire violenza carnale da un intero plotone di goumiers (anche soldati francesi che si nascondevano tra loro), morta dopo una settimana di violenze.
Da alcuni documenti dell’Archivio Centrale dello Stato, risulta che a Pico furono violentate 51 donne da 181 franco-africani e da 45 francesi bianchi. Questi crimini vennero minimizzati dalla Francia, sostenendo che erano state le donne italiane, in molti casi, a provocare i militari marocchini.
(Dal Memorandum del generale d’armata Juin, 24 maggio 1944)

## Conseguenze

### Le reazioni delle autorità
Il 18 giugno 1944 papa Pio XII sollecitò Charles de Gaulle a prendere provvedimenti per questa situazione. Ne ricevette una risposta accorata e al tempo stesso irata nei confronti del generale Guillaume. Ancora, il cardinale francese Tisserant rivolse una lamentela al generale Juin, che rispose che "si era provveduto alla fucilazione di 15 militari, accusati di stupri, colti sul fatto, mentre altri 54, colpevoli di violenze varie e omicidi, erano stati condannati a diverse pene compresi i lavori forzati a vita". Entrò quindi in scena la magistratura francese, che fino al 1945 avviò 160 procedimenti giudiziari nei confronti di 360 individui. I reparti coloniali vennero alla fine ritirati e la 2ª divisione marocchina venne reimpiegata sul fronte tedesco, nella Foresta Nera e a Freudenstadt, nell'aprile del 1945, dove accaddero ancora episodi di stupri e rapine.

### Il falso volantino di Juin
Nel 1965, l'Associazione Nazionale Vittime Civili di Guerra pubblicò il testo di un presunto volantino in francese e in arabo, secondo il quale sarebbe stato lo stesso generale Alphonse Juin ad istigare le truppe coloniali francesi alle turpi azioni: "...oltre quei monti, oltre quei nemici che stanotte ucciderete, c’è una terra larga e ricca di donne, di vino, di case. Se voi riuscirete a passare oltre quella linea senza lasciare vivo un solo nemico, il vostro generale vi promette, vi giura, vi proclama che quelle donne, quelle case, quel vino, tutto quello che troverete sarà vostro, a vostro piacimento e volontà. Per 50 ore. E potrete avere tutto, fare tutto, prendere tutto, distruggere e portare via, se avrete vinto, se ve lo sarete meritato. Il vostro generale manterrà la promessa, se voi obbedirete per l’ultima volta fino alla vittoria...". Di tale presunto volantino non è mai stato ritrovato l'originale, tanto che il Senato italiano non lo citò all'interno del progetto di legge del 1996 che intendeva riconoscere pubblicamente le sofferenze della popolazione a causa della marocchinate. Cionondimeno, ripresa dall'estrema destra italiana, l'idea delle cinquanta ore di carta bianca garantite da Juin si è fortemente impressa nell'immaginario collettivo.

## Dati sulle violenze
Una nota del 25 giugno 1944 del comando generale dell'Arma dei Carabinieri dell'Italia liberata alla Presidenza del Consiglio, segnalerebbe nei comuni di Giuliano di Roma, Patrica, Ceccano, Supino, Morolo, e Sgurgola, in soli tre giorni (dal 2 al 5 giugno 1944, giorni della liberazione di Roma), 418 violenze sessuali, di cui 3 su uomini, 29 omicidi, e 517 furti.
 Numerosi stupri si sono verificati anche nei comuni di Latina, Lenola, Campodimele, Fondi, Formia, Itri, Sabaudia, San Felice Circeo, Sezze, Cori, Norma, Roccagorga, Latina, Maenza, Prossedi, Spigno Saturnia, Frosinone, Ceccano, Giuliano di Roma, Vallecorsa, Castro dei Volsci, Villa Santo Stefano, Amaseno, Esperia, Supino, Pofi, Pratica, Pastena, Pico, Pontecorvo.
Le stime ammonterebbero a circa 3.100 casi, come riportato in una inchiesta italiana sottostimata per difetto fino ai dati probabilmente inverosimili delle 50.000 denunce presentate entro la fine del conflitto.
Nella seduta notturna della Camera del 7 aprile 1952 la deputata del PCI Maria Maddalena Rossi (presidente dell'UDI) denunciò che solo nella provincia di Frosinone vi erano state 60.000 violenze da parte delle truppe "Magrebine" del generale Alphonse Juin. Al convegno "Eroi e vittime del '44: una memoria rimossa" tenutasi a Castro dei Volsci il 15 ottobre 2011, il Presidente dell'Associazione Nazionale Vittime delle "Marocchinate" Emiliano Ciotti fa una stima dello stupro di massa:

## Episodi simili
Queste violenze non vennero compiute solo in questa zona dell'Italia: il fenomeno sarebbe iniziato già dal luglio 1943 dopo lo sbarco alleato in Sicilia, proseguendo poi nel resto della penisola. Si sarebbe arrestato solo nell'ottobre 1944 alle porte di Firenze, quando il corpo di spedizione francese fu trasferito in Provenza.
In Sicilia, i goumier avrebbero avuto scontri molto accesi con la popolazione per questo motivo: si parla del ritrovamento di alcuni goumier uccisi con i genitali tagliati (secondo alcuni un chiaro segnale). La violenza era su donne e uomini, ma soprattutto su donne, per cui i siciliani, oltre a nascondere le donne in rifugi naturali o artificiali come grotte o pozzi, in diversi casi reagirono come a Capizzi, dove una quindicina di marocchini vennero uccisi con l'acquiescenza delle autorità militari alleate; in altri casi gli autori degli stupri vennero uccisi a roncolate o evirati, dilaniati e dati in pasto ai maiali.
(Da Massimo Lucioli e Davide Sabatini, La ciociara e le altre, 1998)
Le truppe francesi presero parte all'invasione della Germania e alla Francia fu assegnata una zona di occupazione in Germania. Secondo Perry Biddiscombe, i francesi commisero "385 stupri nell'area di Costanza, 600 a Bruchsal e 500 a Freudenstadt". Commisero inoltre uno stupro di gruppo nel distretto di Höfingen, vicino Leonberg.
Anche nella Germania meridionale i goumier si abbandonarono a violenze e stupri di gruppo ai danni della popolazione. Secondo Norman Naimark, storico statunitense, le truppe marocchine integrate nell'esercito francese occupante dimostrarono comportamenti simili (se non peggiori) a quelli dell'Armata Rossa, specialmente durante l'occupazione del Baden e del Württemberg.

## Il fenomeno nel cinema e nel teatro
(Alberto Moravia, La ciociara)

Una scena dal film La ciociara

Il film La ciociara, ispirato al romanzo omonimo di Alberto Moravia e diretto da Vittorio De Sica, culmina con la violenza da parte dei goumier sulle protagoniste, madre e figlia adolescente; la madre chiama i violentatori "turchi", in un disperato sfogo verso ufficiali francesi che si fingono scettici.
Nel 2013 è stata rappresentata la pièce teatrale "La Marocchinata" scritta e diretta da Stefania Catallo, basata sulla testimonianza di una vittima. 
Il 13 giugno 2015 è andata in scena all'Opera di San Francisco l'opera Two women (La ciociara), tratta dal romanzo di Moravia e dalla sceneggiatura cinematografica di Luca Rossi, e musicata da Marco Tutino, su libretto dello stesso Tutino e di Fabio Ceresa. L'opera è stata poi ripresa, in prima europea, al Teatro lirico di Cagliari il 24 novembre 2017, ed anche ripetutamente teletrasmessa dalla RAI su Rai 5.
Ad agosto 2016 ha debuttato al Festival "Narrastorie - Il Festival del racconto di strada" lo spettacolo Le Marocchinate, un monologo scritto da Simone Cristicchi e Ariele Vincenti ed interpretato da quest'ultimo.

## Le marocchinate nella cultura di massa

### Letteratura
- La ciociara, romanzo di Alberto Moravia
- Il Canto 72 (1944) dei Cantos del poeta statunitense Ezra Pound, che aderì al fascismo, scritto in italiano e in stile dantesco, contiene una strofa in cui si accenna con dure parole al fenomeno delle marocchinate (a parlare al poeta è lo spirito del condottiero medievale Ezzelino III da Romano, che Pound non considera un feroce tiranno come nella tradizione storica):

fu la calunnia, ed è, e non da ieri.

Furia la guerra antica in Romagna

lo sterco sale sino a Bologna

con stupro e fuoco, e dove il cavallo bagna

son marocchini ed altra genia

che nominar è vergogna,

sì che il sepolto polvere s'affasca

nel profondo, e muove, e spira,

e, per cacciar lo straniero, agogna

a tornar vivo."»

### Cinema
- La ciociara - film del 1960 diretto da Vittorio De Sica.
- La pelle - film del 1981 diretto da Liliana Cavani.